# Decipha sarpedon
Decipha sarpedon är en insektsart som först beskrevs av Ronald Gordon Fennah 1957.  Decipha sarpedon ingår i släktet Decipha och familjen Ricaniidae. Inga underarter finns listade i Catalogue of Life.